# Nguyễn Xuân Dắt
Nguyễn Xuân Dắt (sinh năm 1967) là một sĩ quan cấp cao trong Quân đội nhân dân Việt Nam, hàm Trung tướng, hiện đang giữ chức Tư lệnh Quân khu 9, đại biểu Quốc hội Việt Nam khóa 15 nhiệm kì 2021-2026, thuộc đoàn đại biểu Quốc hội tỉnh Sóc Trăng.

## Thân thế binh nghiệp
Ông sinh ngày 14/01/1967, Ngày vào Đảng 19/8/1989
Quê quán Xã Mỹ Phước, huyện Mỹ Tú, tỉnh Sóc Trăng
Nơi ở hiện nay Số 91A/48, khu vực 2, phường An Thới, quận Bình Thủy, thành phố Cần Thơ
Từ 02/1986 - 6/1986, Chiến sĩ, Sư đoàn 869, Quân khu 9
Từ 1986 - 1993: cán bộ Trung đội, Đại đội.
Từ 10/1993 - 01/1994, Học viên, Trường Quân sự Quân khu 9.
Từ 02/1994 - 8/1997, Đại đội trưởng trinh sát, Sư đoàn 4, Quân khu 9.
Từ 9/1997 - 7/1998, Học viên, Trường Sĩ quan Lục quân 2.
Từ 8/1998 - 2002, Cán bộ Tiểu đoàn 5, Trung đoàn 20, Sư đoàn 4, Quân khu 9, Ủy viên Đảng ủy Tiểu đoàn.
Từ 9/2002 - 7/2005, Học viên, Học viên Lục quân.
Từ 8/2005 - 01/2010, Phó Trung đoàn trưởng, Trung đoàn 1; Tham mưu trưởng, Trung đoàn trưởng, Trung đoàn 20, Sư đoàn 330, Quân khu 9
Từ 02/2010 - 8/2010, Học viên, Học viện Lục quân, Đảng viên
Từ 9/2010 - 12/2013, Trung đoàn trưởng, Trung đoàn 20; Phó Sư đoàn trưởng - Tham mưu trưởng, Sư đoàn 330, Quân khu 9
Từ 01/2014 - 9/2015, Sư đoàn trưởng, Sư đoàn 330, Quân khu 9, Ủy viên Đảng ủy Quân khu 9
Từ 10/2015 - 7/2016, Phó Tham mưu trưởng, Quân khu 9, Ủy viên Đảng ủy Quân khu. Học viên đào tạo cao cấp Chiến dịch - Chiến lược tại Học viện Quốc phòng (9/2015 - 7/2016)
Từ 8/2016 - 5/2020, Phó Tư lệnh, Quân khu 9, UVBTV Đảng ủy Quân khu. Học viên Bồi dưỡng kiến thức Quốc phòng An ninh, khóa 67 tại Học viện Quốc phòng (9-10/2017)
Từ 6/2020 đến nay, Tư lệnh, Quân khu 9, Phó Bí thư Đảng ủy Quân khu 9
Thiếu tướng (6.2016) Trung tướng (6.2020)